# Église Saint-Quentin de Chigny
L'église Saint-Quentin de Chigny est une église située à Chigny, en France.

## Description

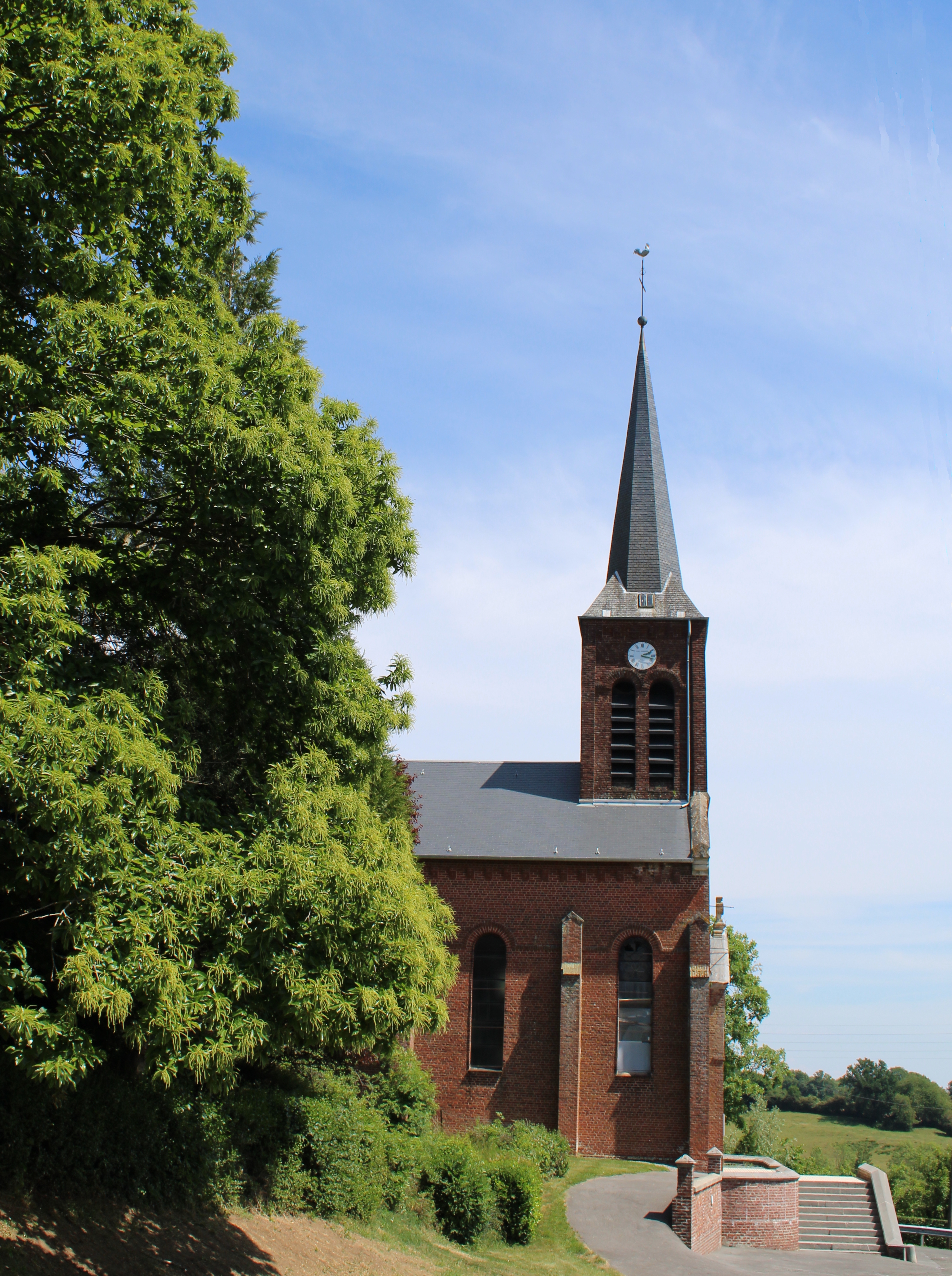
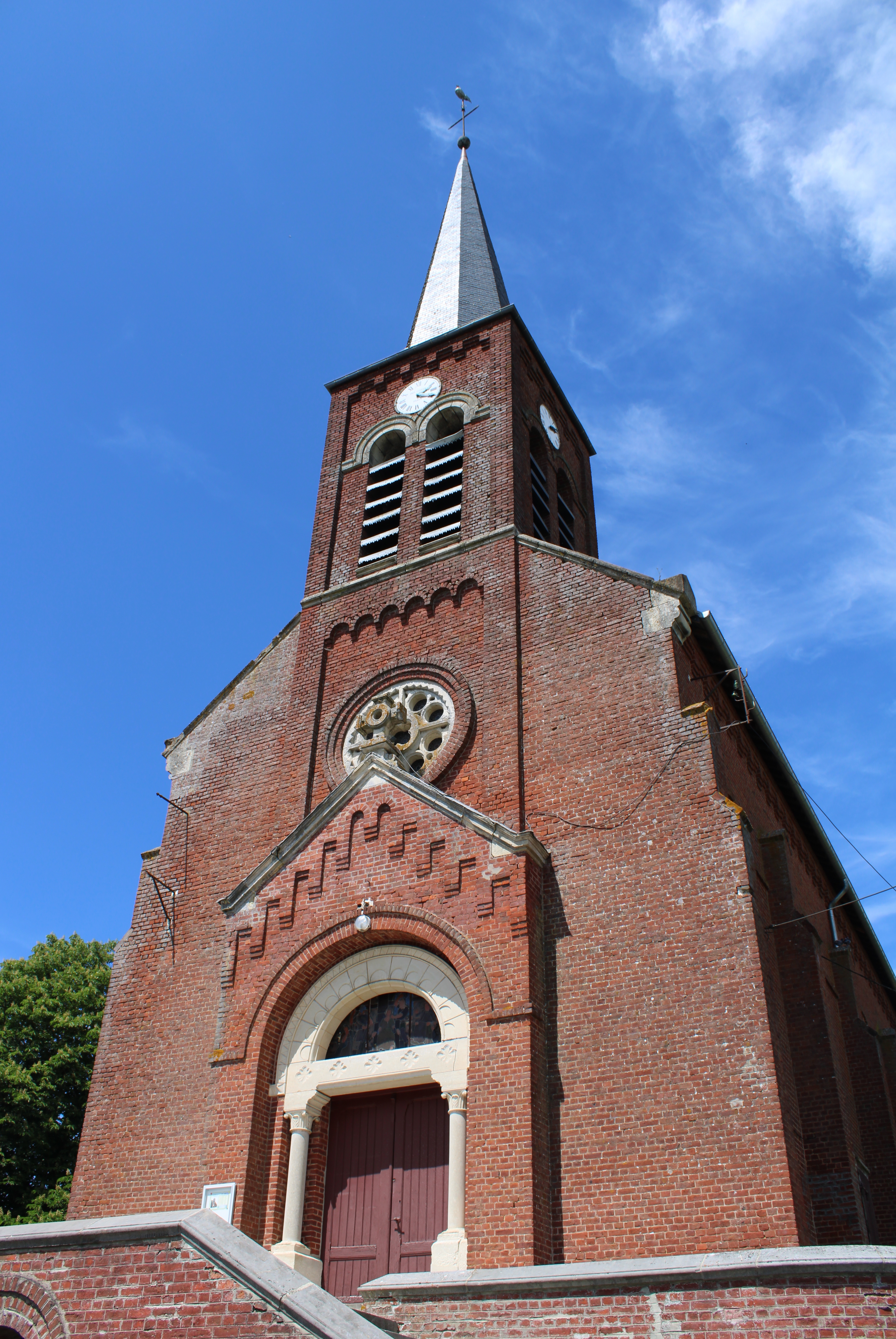
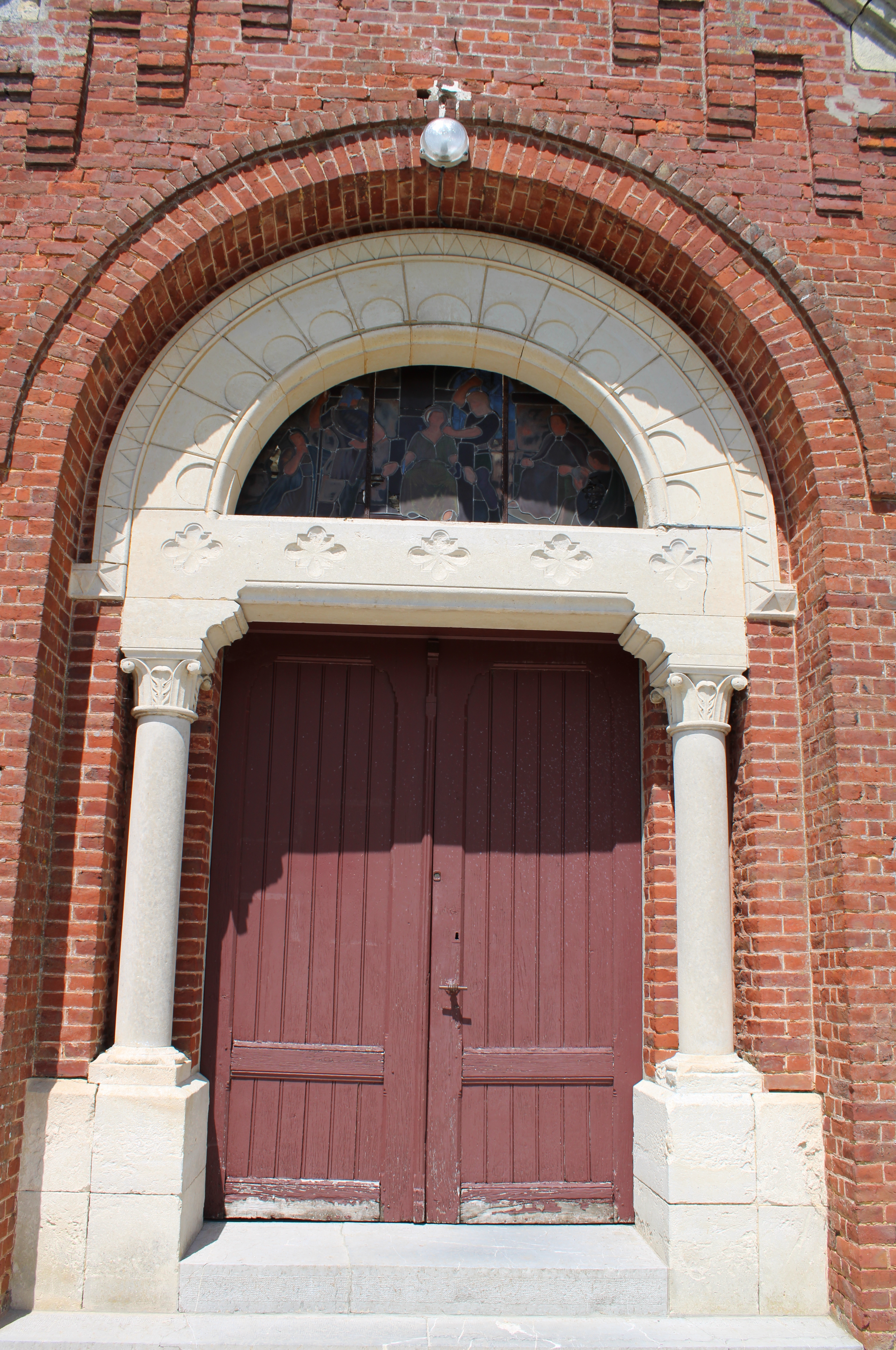
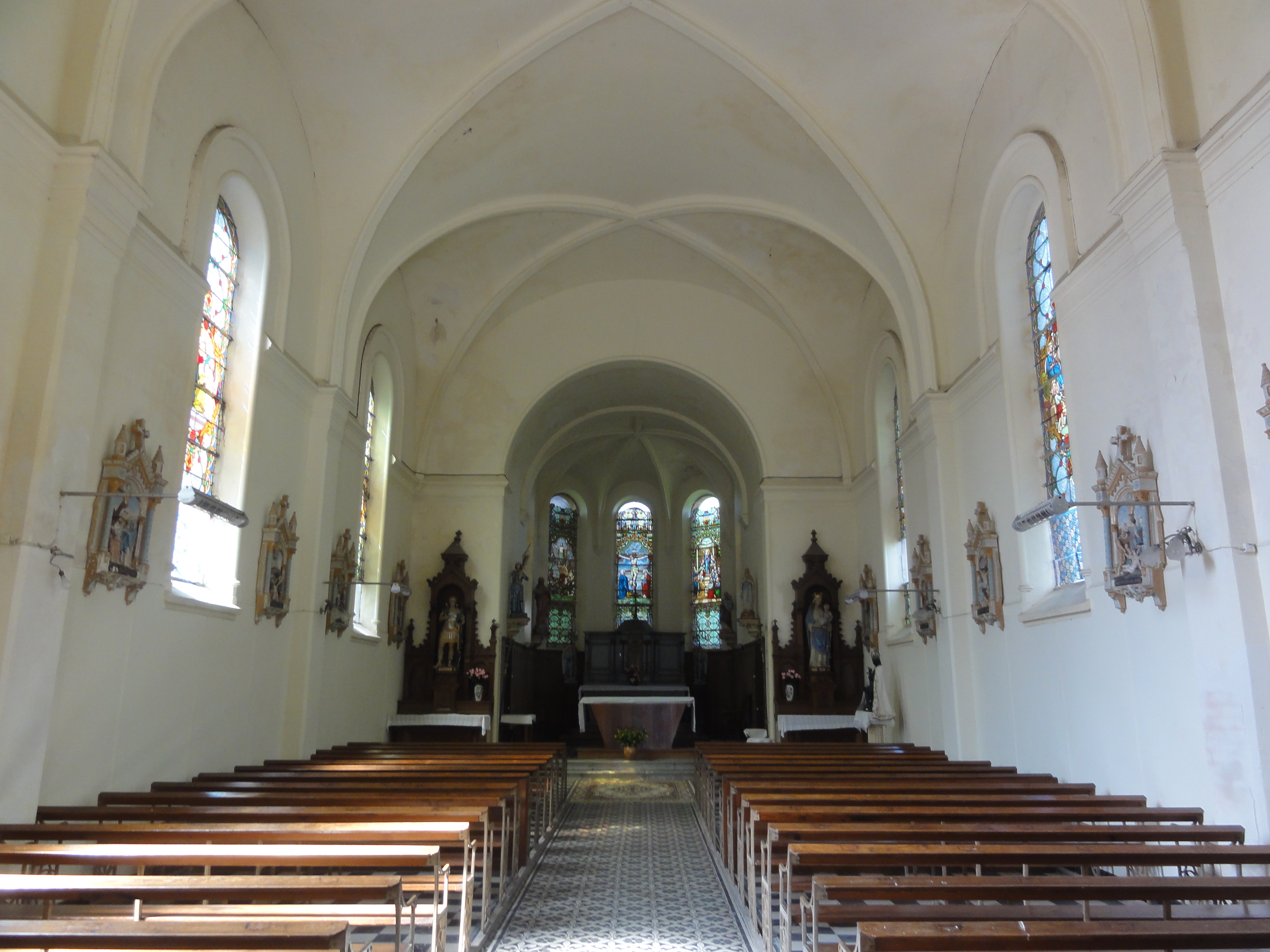
La nef
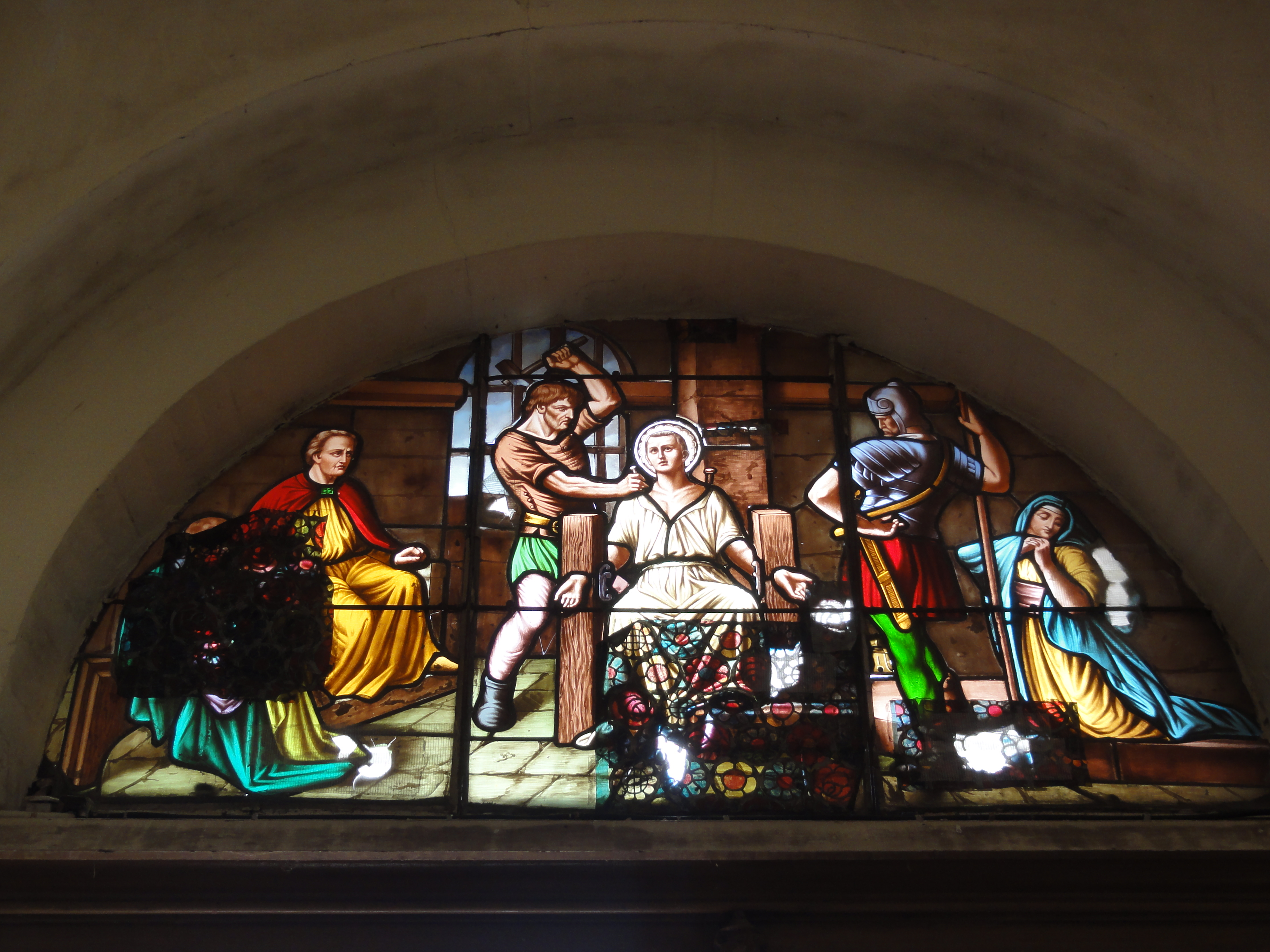
Vitrail au-dessus de la porte
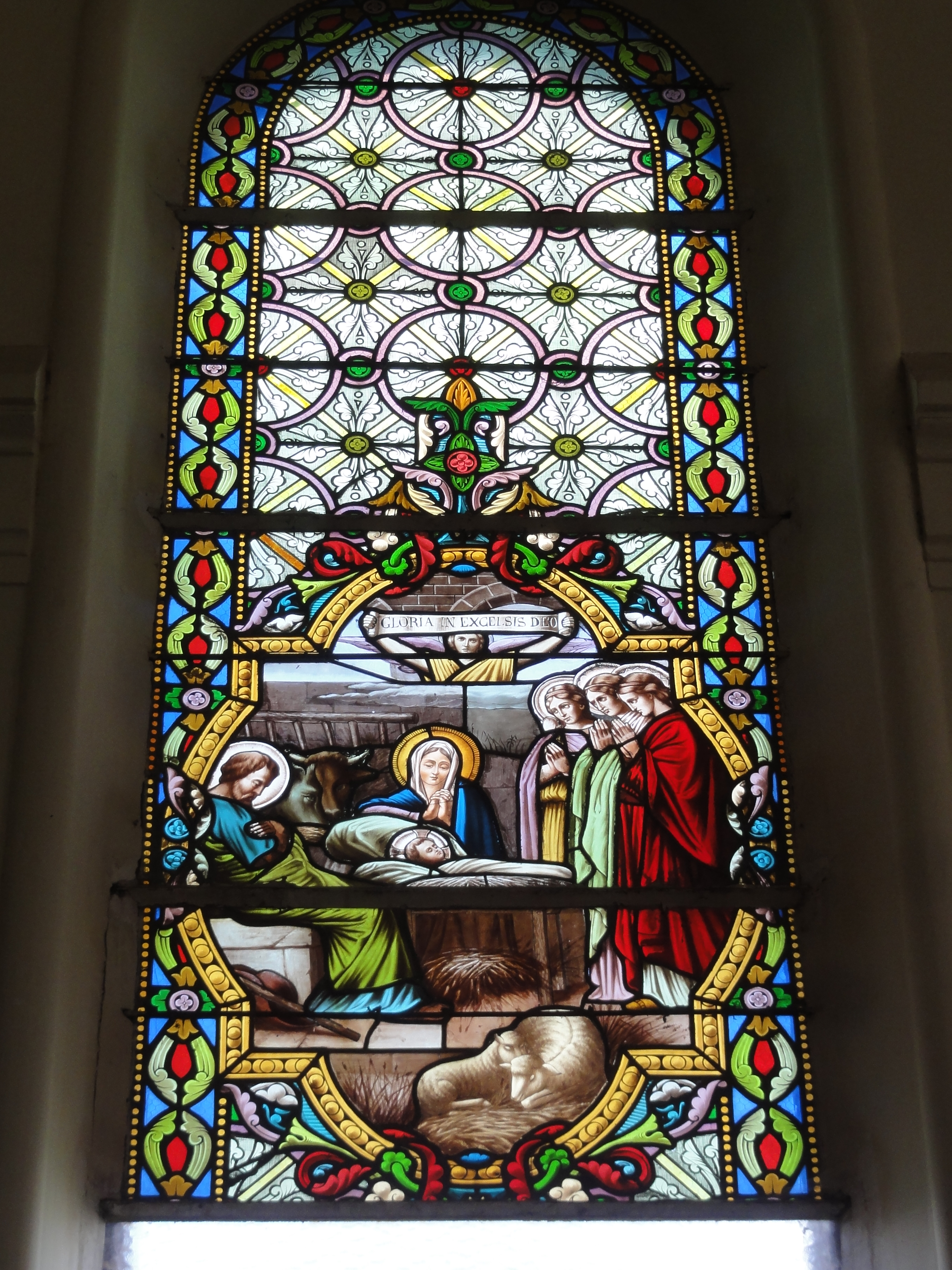
Détail d'un vitrail

## Localisation
L'église est située sur la commune de Chigny, dans le département de l'Aisne.